# Grzbiet Lasocki
Lasocki Grzbiet (czes. Pomezní hřeben, niem. Kolbenkamm) – grzbiet górski w Sudetach Zachodnich, w paśmie Karkonoszy.

## Położenie
Grzbiet stanowi wschodnią część Karkonoszy. Rozciąga się na długość 9 km od Przełęczy Okraj, Przełęczy Kowarskiej i Rozdroża Kowarskiego na północy do Bramy Lubawskiej, a właściwie do Przełęczy Lubawskiej i źródeł Bobru na południu. Na północy graniczy z Rudawami Janowickimi, a na wschodzie z Kotliną Kamiennogórską (Wzgórza Bramy Lubawskie).

## Charakterystyka
Pasmo Grzbietu Lasockiego jest przedłużeniem Kowarskiego Grzbietu w kierunku południowym. Jest to grzbiet górski będący najniższym i najlepiej zachowanym ekologicznie pasmem Karkonoszy. Partią szczytową grzbietu wyniesioną ponad 1100 m n.p.m. biegnie granica polsko-czeska, dzieląca grzbiet na dwie części: wschodnią polską i zachodnią czeską (Pomezní hřeben). Jednocześnie grzbiet stanowi granicę polskiego Karkonoskiego Parku Narodowego. Czeska część grzbietu znajduje się na obszarze czeskiego Karkonoskiego Parku Narodowego (Krkonošský národní park, KRNAP). Grzbiet w większości porośnięty jest lasem. Las górnoreglowy jest ekologicznie zniszczony, niżej położony las dolnoreglowy stanowi nieprzebytą knieję. Na łąkach i polanach znajduje się roślinność łąkowa i górska. Na zboczach Bobrowego Stoku położona jest strefa źródliskowa Bobru.

## Budowa geologiczna
Zbudowany jest prawie w całości ze skał metamorficznych: gnejsów, łupków łyszczykowych, fyllitów, amfibolitów, zieleńców, marmurów, należących do wschodniej osłony granitu karkonoskiego. Wychodnie tych skał rozciągają się w kierunku północ-południe. Południowo-wschodnie partie zbudowane są ze zlepieńców, piaskowców, mułowców i łupków ilastych, należących do zachodniej części niecki śródsudeckiej. W przeszłości z masywu grzbietu eksploatowano rudy żelaza i wapienie krystaliczne oraz poszukiwano w nim srebra. Pozostałościami są niewielkie kamieniołomy wapieni w rejonie Klatki, Jarkowic i w miejscowości Horní Albeřice po stronie czeskiej oraz wapienniki w Jarkowicach i Horní Albeřice.

## Ważniejsze wzniesienia
Łysocina (1188 m n.p.m.), Kopina (Kopista) (910 m n.p.m.), Czepiel (901 m n.p.m.), Borowa (Borowa Góra) (1056 m n.p.m.), Dzwonkówka (1002 m n.p.m.), po czeskiej stronie Mravenečník (1005 m n.p.m.).

## Miejscowości
Po stronie polskiej u podnóża Grzbietu Lasockiego leżą następujące miejscowości lub ich części: Kowary, a właściwie ich górna część zwana Podgórzem, Ogorzelec, Klatka, Jarkowice, Opawa i Niedamirów.
Po stronie czeskiej są to: Albeřice i Malá Úpa.

## Schroniska turystyczne
Po polskiej stronie położone są dwa schroniska turystyczne: obiekt PTTK "Na Przełęczy Okraj" oraz prywatne "Srebrny Potok" w Jarkowicach.

## Przejścia graniczne
W obszarze grzbietu funkcjonowały trzy przejścia graniczne:
- Niedamirów – Žacléř – turystyczne,
- Niedamirów – Horní Albeřice – turystyczne,
- Przełęcz Okraj – Pomezní Boudy – osobowe bez autobusów.

## Turystyka
Przez Lasocki Grzbiet po obu stronach granicy przechodzi kilka szlaków turystycznych:

### Szlaki po polskiej stronie
– zielony szlak graniczny prowadzący granicą z Tłumaczowa na Przełęcz Okraj i dalej.
 – zielony, prowadzący z Rozdroża Kowarskiego do żółtego szlaku na Rozdrożu pod Sulicą
 – niebieski, prowadzący z Lubawki przez Dolinę Białej Wody na Przełęcz Okraj
 – żółty, zaczynający się w Jarkowicach prowadzi na południowe zbocze Łysociny do zielonego szlaku granicznego
 – żółty, prowadzący z Przełęczy Kowarskiej na Przełęcz Okraj
 – czerwony z Przełęczy Okraj na wschodnie zbocze Łysociny do żółtego szlaku
 – czerwony, prowadzący z Rozdroża Kowarskiego przez Złotą Bramę na południowe zbocze Średniaka do zielonego szlaku.
Ze względu na roślinność wschodnim zboczem grzbietu przez łąki w dolinie Złotnej, Białe Skały, młaki i zespół roślin bagiennych do Srebrnej Łąki prowadzi ścieżka dydaktyczna.

### Szlaki po czeskiej stronie
– czerwony, prowadzący z Sowiej Przełęczy przez Przełęcz Okraj do jaskiń w środkowej części Albeřic i dalej do Žacléřa.

### Atrakcje turystyczne
- Na zachodnim zboczu grzbietu w miejscowości Horní Albeřice znajdują się jaskinie: Albeřicka, Krkonošova i Celní,
- Dawny wapiennik w Horní Albeřice służący do wypalania wapna,
- Kościół św. Piotra i Pawła w Malá Úpa – najwyżej położony kościół w Czechach,
- Czeska strona grzbietu jest dobrze zagospodarowana turystycznie, znajduje się tu wiele wyciągów i narciarskich tras zjazdowych oraz liczne pensjonaty i hotele górskie.